# X-gal
 X-Gal, também conhecida como 5-bromo-4-cloro-3-indoxil-β-D-galactopiranosídeo é um glicosídeo artificial análogo à lactose e um substrato cromógeno para a enzima β-galactosidase.

## Propriedades
A enzima β-galactosidase hidrolisa X-Gal, formando galactose e 5-bromo-4-cloro-3-indoxil. O 5-bromo-4-cloro-3-indoxil]] na presença de oxigênio do ar é oxidado e convertido no corante azul 5,5'-dibromo-4,4'-dicloro-índigo.

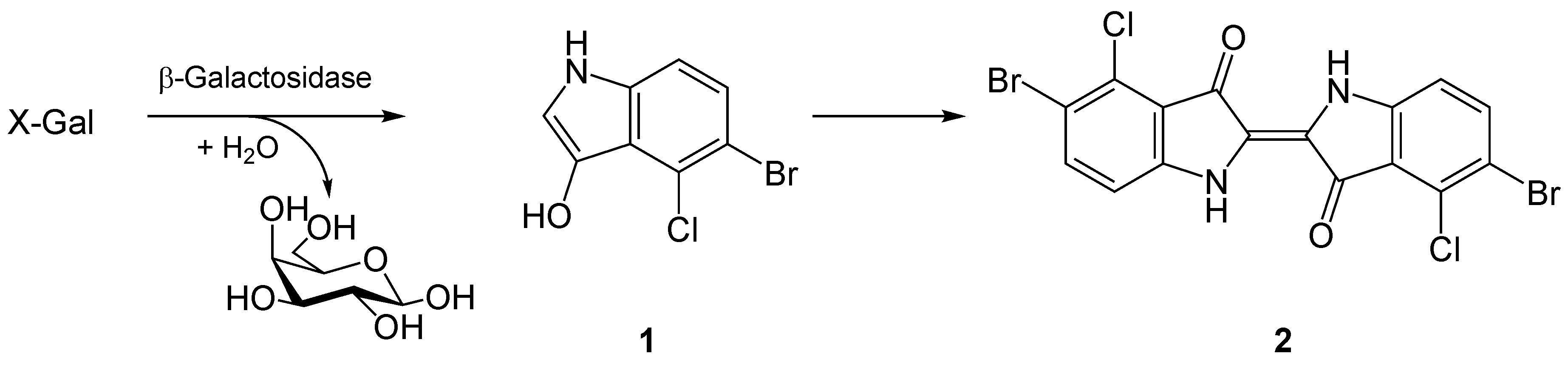
Clivagem enzimática do X-Gal leva à formação de 5-bromo-4-cloro-3-indoxil (1). Ao ser exposto ao ar, o composto oxida-se e dimeriza-se, formando o corante azul 5,5'-dibromo-4,4'-dicloro-índigo(2).

## Aplicações
Na bioquímica, o X-Gal é utilizado para medição qualitativa da atividade da β-galactosidase benutzt. Para medição quantitativa é utilizado, por sua vez, o substrato o-Nitrofenil-β-D-galactopiranosídeo (ONPG).

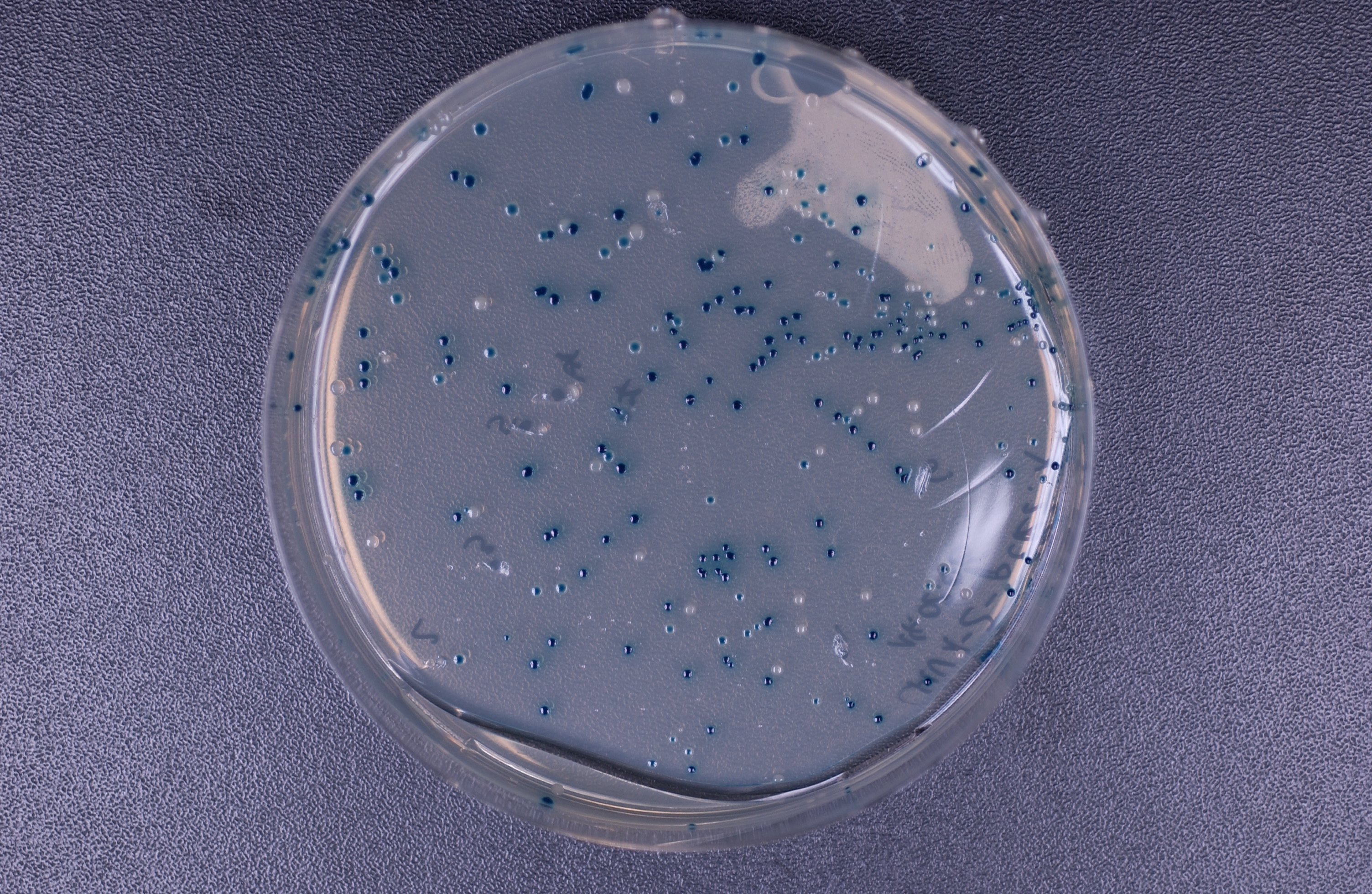
Triagem azul-branca após uma transformação (Ágar LB com ampicilina e X-Gal)

Na biologia molecular o X-Gal é utilizado para triagem azul-branca (blue-White screening). Em diversos vetores de clongem, um "sítio de clonagem múltipla" (Multiple Cloning Site) está presente no meio da sequência codificadora do fragmento α (parte N-terminal) da  β-galactosidase. Nesse sítio é possível colocar DNA exógeno de interesse, como fragmentos provenientes de PCR. Com isso, a sequência da β-galactosidase é quebrada somente nas células transformadas com vetor contendo o inserto (DNA exógeno de interesse, que passam a não expressar mais a enzima. Disso segue-se que essas células não poderão mais clivar a  X-Gal, não produzindo produto azul. Nesse processo de transformação, as colônias sem o fragmento exógeno inserido no vetor aparecerão em azul, enquanto as brancas (com o DNA de interesse) aparecerão brancas.
A X-Gal é utilizado normalmente em conjunto com IPTG (um indutor do promotor lac, veja também operon lac), para a triagem das colônias azuis. Ele é utilizado também para aferir a atividade de β-galactosidase como gene repórter. em transfecções de células eucarióticas e para  detecção de β-galactosidase em ensaios de histoquímica.
Outros substratos cromógenos:
- 5-bromo-3-indolil-β-D-galactopiranosídeo (Blue-Gal, Bluo-Gal)
- 6-cloro-3-indolil-β-D-galactopiranosídeo  (Y-Gal, Red-Gal, Rose-Gal, Salmon-Gal)
- 5-iodo-3-indolil-β-D-galactopiranosídeo  (Purple-Gal)
- 5-bromo-6-cloro-3-indolil-β-D-galactopiranosídeo  (Magenta-Gal)
- N-Metilindolil-β-D-galactopiranosídeo  (Green-Gal)

Outros substratos fluorógenos:
- 4-Metil-umbeliferil-β-D-galactopiranosíeo (MUG) (λex = 365 nm, λem = 455 nm)